# 李友直
李友直，清苑縣人，明朝工部尚書。
靖難之役前期，北平布政使張昺與都指揮使謝貴密謀逮捕燕王朱棣。張昺之友李友直率先密謀朱棣，燕王遂逮捕張昺、謝貴，起兵謀反。朱棣即位后，李友直官至工部尚書。